# Частотно-контрастная характеристика

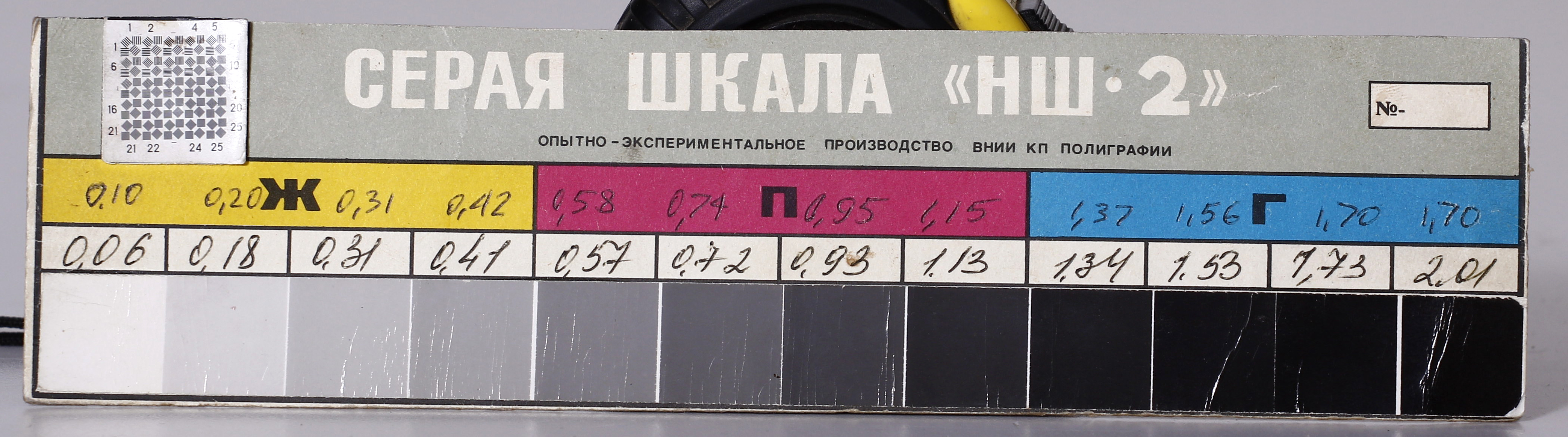
Серая шкала «НШ-2» для репродукционной фотосъемки

Часто́тно-контра́стная характери́стика (ЧКХ), или функция передачи модуляции (ФПМ), или модуляционная передаточная функция (МПФ; англ. modulation transfer function (MTF )) в полиграфии, оптике, фотографии и др. — параметр, характеризующий качество системы, воспроизводящей изображения (оптические приборы и светочувствительные материалы).
Обычно измеряется и рассматривается не как одно число, а в виде графиков зависимостей контраста. Является безразмерной величиной T, определяемая как отношение величины контраста репродукции (изображения, получаемого с помощью воспроизводящей системы), к контрасту соответствующей области оригинала (воспроизводимого объекта).
Значение частотно-контрастной характеристики T зависит от пространственной частоты деталей оригинала N: чем больше частота N, тем ниже T. Поэтому частотно-контрастной характеристикой называют также график зависимости T от N, измеренный с помощью некоторого стандартного тест-объекта. При определении частотно-контрастной характеристики оценивают распределение освещенности на участках репродукции в сравнении с известным распределением яркостей оригинала. В качестве оригинала при оценке частотно-контрастной характеристики используют периодические решетки (миры) с линейчатой структурой. По результатам измерения строят график зависимости частотно-контрастной характеристики от частоты.
{\displaystyle T={\frac {\left(E_{max}-E_{min}\right)/\left(E_{max}+E_{min}\right)}{\left(L_{max}-L_{min}\right)/\left(L_{max}+L_{min}\right)}}}
где {\displaystyle E_{max}}, {\displaystyle E_{min}} — максимальная и минимальная освещённости итогового изображения, {\displaystyle L_{max}}, {\displaystyle L_{min}} — максимальная и минимальная яркости оригинала.
Форма графика такой зависимости и его абсолютные величины описывают интегральную характеристику микроконтраста оптической системы, светочувствительного материала или фотографического процесса.
Частотно-контрастная характеристика связана через преобразование Фурье с функцией рассеяния точки.
Используемые на практике графики зависимости частотно-контрастной характеристики от угла изображения (используется мира фиксированной пространственной частоты и измеряется контраст получаемого изображения) могут ошибочно называться «частотно-контрастной характеристикой» и часто приводятся как графики MFT.
Значение пространственной частоты изображения при определённом (обычно 0,7) значении частотно-контрастной характеристики, выраженное в «линиях на мм», «парах линий на мм» или «обратных мм», обычно называется разрешающей способностью оптической системы или светочувствительного материала.
Изучается резольвометрией.

## В цифровой технике
Особенностями рассмотрения MTF в цифровой технике являются:
- фиксированный размер светочувствительного элемента и периодическая структура их расположения (в плёночной фотографии размеры и расположение зёрен фотоматериала случайны);
- взаимозависимость между контрастом деталей и собственными шумами матрицы (в плёночной фотографии есть аналогичная связь с зернистостью плёнки);
- наличие преобразования изображения из внутреннего, «сырого» (raw) представления изображения в окончательную картинку (JPEG или TIFF) и зависимость результата от параметров этого преобразования.

Любая цифровая камера получает с матрицы изображение в так называемом формате Raw. Структура этих данных мало пригодна непосредственно как для рассматривания, так и для получения частотно-контрастной характеристики аппарата.
Тем не менее, эти сырые данные обрабатываются либо на компьютере, либо фотоаппаратом, и после обработки получается файл в универсальном формате (обычно JPG) с информацией, привычной для восприятия и вполне пригодной для резольвометрии.
В процессе обработки устанавливаются:
- чувствительность;
- контраст;
- насыщенность цвета;
- резкость.

В камерах эти настройки фиксированы или регулируются дискретно, выбором из набора определённых производителем камеры величин.
Более широкие возможности предоставляют программы raw-преобразования на компьютере.
Однако изменение всех этих настроек «в сторону увеличения», в конечном итоге, даёт увеличение уровня шума. Поэтому сравнивать MTF у разной цифровой техники необходимо при одинаковом количестве шумов и, если используются какие-либо алгоритмы шумоподавления, то при сопосотавимых параметрах работы этих алгоритмов.